# Ahmed Piro
Ahmed Piro (in arabo أحمد پيرو‎?; Rabat, 20 maggio 1932 – Rabat, 15 maggio 2024) è stato un cantante marocchino.

## Biografia
Ahmed Piro nacque il 20 maggio 1932 a Rabat da un'antica famiglia della città di origine morisca. Durante l'infanzia, studiò il Corano sotto l'egida di Othman Jorio e in seguito si specializzò nell'arte musicale arabo-andalusa.
Tra i suoi allievi vi furono Bahaâ Ronda, Mohamed Amine Debbi e Amina Alaoui.
Morì a Rabat il 15 maggio 2024, cinque giorni prima di compiere 92 anni.